# Booko
Booko  è una città, sottoprefettura e comune della Costa d'Avorio, situata nel dipartimento di Koro. Conta una popolazione di 18 356 abitanti (censimento 2014).